# Four Roads
Four Roads es una localidad de Trinidad y Tobago, que forma parte de la región de Diego Martín.

## Geografía
La localidad abarca parte de la isla Trinidad y limita al norte con Petit Valley y Alyce Glen, al sur con Victoria Gardens y Powder Magazine, al este con Waterhole y al oeste con La Puerta.

## Demografía
Datos demográficos de la localidad de Four Roads:
| Gráfica de evolución demográfica de Four Roads entre 2000 y 2011 |
|                                                                  |